# Music Man
Music Man es una compañía estadounidense fundada por Leo Fender, Forrest White y Tom Walker, especializada en la fabricación de guitarras, bajos eléctricos y amplificadores. Desde 1984 la compañía es propiedad del fabricante de cuerdas Ernie Ball.  

## Historia
En 1971, seis años después de haber vendido Fender Musical Instruments a la CBS, el ingeniero y lutier Leo Fender funda una nueva firma de productos musicales con sus colaboradores Forrest White y Tom Walker, ambos antiguos ejecutivos de la Fender. Llamada en un principio Musitek, la compañía cambió su nombre en enero de 1974 a la de Music Man, aparentemente en referencia al propio Leo Fender quien, debido a sus obligaciones contractuales con CBS debió permanecer en la sombra hasta 1975, cuando se pudo desvelar oficialmente que era él quien se encontraba detrás de la imagen de la compañía. 
Music Man inició su producción ofreciendo una línea completa de amplificadores para guitarra, pero no pasaría demasiado tiempo antes que Leo Fender comenzase a introducir sus nuevos instrumentos bajo el nombre de la compañía. Así, en 1976 presentó el que se convertiría en su modelo de mayor éxito, el bajo Stingray, que conocería dos años después una versión de dos pastillas, el modelo Sabre. 
A nivel interno la compañía se componía de dos divisiones administrativas independientes: CLF estaba encabezado por Leo Fender y se dedicaba a la construcción de instrumentos, mientras que Music Man(dirigido por Tom Walker) se encargaba de la fabricación de los amplificadores, y los accesorios, además de testar los instrumentos fabricados por CLF. Las complejas relaciones entre estas dos subdivisiones lleva a Leo Fender a abandonar Music Man en 1979 para fundar G&L junto a su antiguo colaborador George Fullerton, lo que dejaba a la compañía en una situación de grave inestabilidad. 
En 1984, Ernie Ball, una firma californiana que se dedicaba a la comercialización de cuerdas para guitarra y cuyo fundador y propietario había diseñado el primer bajo acústico de la historia adquiere Music Man que, desde entonces pasa a denominarse, precisamente, Ernie Ball Music Man. Junto al nombre de la compañía, Ernie Ball adquiere los derechos de fabricación y diseño de todos sus modelos, lo que le lleva a rediseñar la línea completa de instrumentos, al tiempo que introduce nuevos modelos de guitarra (Silhouette en 1986, Steve Morse Signature en 1987, Eddie Van Halen Signature en (1990), Albert Lee Signature y Steve Lukather Signature en 1993, John Petrucci Signature en 1999) y de bajo (StingRay 5 en 1987, Sterling Bass en 1993, modelos Bongo y SUB en el 2003)
La adquisición de Musicman por parte de Ernie Ball supuso el progresivo reflote económico y el relanzamiento de la compañía, que recuperó a lo largo de la década el prestigio que había perdido desde la marcha de Leo Fender. La decisión de lanzar la serie de instrumentos signature que llevaban el nombre de músicos de cierta fama, se demostró una táctica inteligente en este sentido, pero Music Man / Ernie Ball debe también mucho a la exposición que logró gracias al uso que hicieron de sus instrumentos músicos de renombre como el bajista de sesión Louis Johnson o Flea, de Red Hot Chilli Peppers. 
A principios del nuevo siglo, Music Man / Ernie Ball decide aplicar una nueva estrategia lanzando los modelos SUB, una línea de instrumentos a bajo coste que, fabricados en los Estados Unidos y careciendo de los detalles y el acabado propio de los instrumentos de gamas más elevadas, ofrecían sin embargo unos estándares de calidad más que aceptables para su rango de precios. Asimismo, la compañía decide licenciar la fabricación de copias económicas de sus productos a la firma independiente OLP (Officially Licensed Products), cubriendo de este modo el nicho de precios más económico del mercado. 
En el 2003 la compañía lanza el nuevo modelo Bongo, un instrumento que rompe radicalmente con la estética más bien conservadora que hasta ese momento había caracterizado a los modelos más conocidos de la marca.
En 2008 la compañía rompe su relación con OLP guitars quedando descontinuados todos los modelos que se fabricaban por la compañía y que cubrían el segmento de bajo costo.
En el 2009 durante el winter NAMM la compañía presenta su nueva sub-marca Sterling by Music Man, con instrumentos fabricados en Indonesia y China pero supervisados en la planta de California de la compañía en Estados Unidos, estos instrumentos representaron un salto en calidad comparado con los instrumentos fabricados por OLP, durante este evento se presentaron los modelos de guitarra AX20 y AX40 basados en el modelo Axis de la compañía, Silo20 basado en el modelo Silhouette y el modelp JP50 basado en la John Petrucci Signature, en bajos se presentaron los modelos Ray34 y Ray35 basados en el modelo Stingray de 4 y 5 cuerdas respectivamente y el modelo SB14 basado en el Music Man Sterling.
En 2012 ante la falta de una línea de costo bajo relanza la línea S.U.B. pero ahora como parte de la sub-marca Sterling by musicman, ahora esta línea es manufacturada en Indonesia pero con supervisión en la planta de Music Man ubicada en California Estados Unidos, esta línea inició con los modelos Silo3 basado en el modelo Silhouette, AX3 Basado en el modelo Axis y los bajos Ray4 y Ray5 basados en el Stingray de 4 y 5 cuerdas respectivamente, las diferencias con los otros modelos de la compañía radican principalmente en las maderas del cuerpo (Jabon en el caso de las guitarras y basswood en el caso de los bajos) una electrónica y hardware más sencillos pero cubriendo el hueco de instrumentos gama baja y/o iniciación.

## Productos

### Amplificadores
- El primer producto de la compañía, un amplificador diseñado por Leo Fender y Tom Walker recibió el nombre de Sixty Five y fue lanzado en 1974. El modelo contaba con una tecnología híbrida, pues usaba tecnología valvular en el amplificador y circuitos integrados en el previo, y constituyó la base sobre la que se diseñaron el resto de los modelos de amplificador de la compañía.[4]

### Guitarras eléctricas
- La guitarra StingRay 1 fue el primer instrumento lanzado por Music Man, en junio de 1976. Disponía de dos pastillas, una configuración de clavijas en línea tradicional y circuitería activa. Por desgracia, ni la sobria estética ni el sonido del modelo, que muchos encontraban demasiado limpio ayudaron a que la guitarra encontrase un hueco en las preferencias de los aficionados, y el modelo fue abandonado pocos años más tarde.

- El modelo Silhouette, diseñado por los ingenieros de Ernie Ball y presentado en 1985 tuvo mucha más fortuna, y sirvió de base sobre la que se modelaron posteriormente las guitarras Signature de la marca. La línea básica del modelo ha recibido diversas actualizaciones con posterioridad, dando lugar a la serie Silhouette Special de 1995, y aún se mantiene en el catálogo de la compañía.

- El modelo Steve Morse Signature, se presentó en 1987 y estaba basado en las características de la Silhouette.

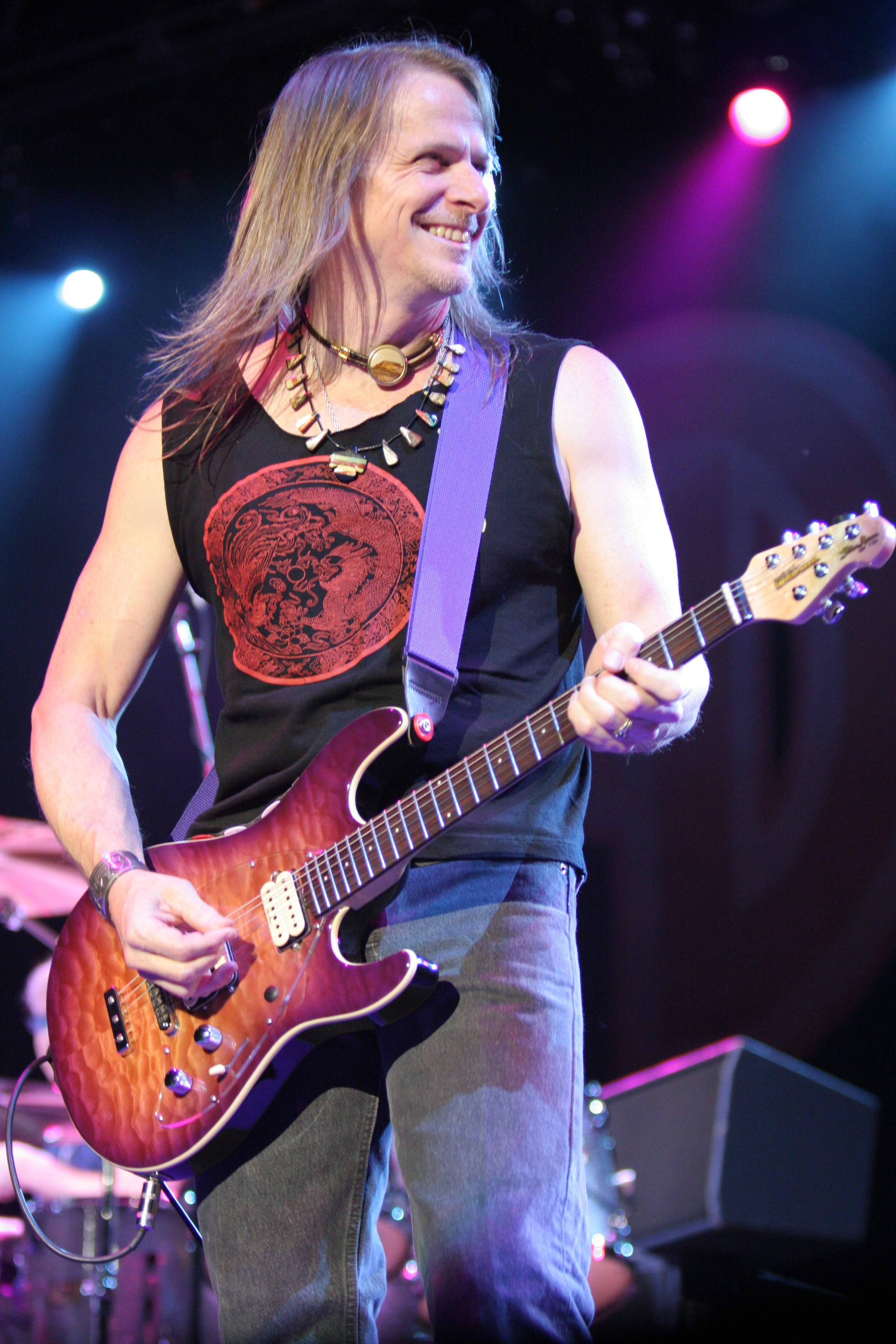
Steve Morse con su modelo Signature.

- El modelo Eddie Van Halen Signature  se presenta en 1991, también basado en las Silhouette..

- El modelo Steve Lukather Signature se presenta en 1993, basado en las especificaciones del guitarrista sobre el modelo básico.

- El modelo Axis se presenta en 1997 y conoce distintas versiones.

- El modelo 'John Petrucci Signature se presenta en el NAMM de 2001

### Bajos eléctricos
- Music Man Stingray

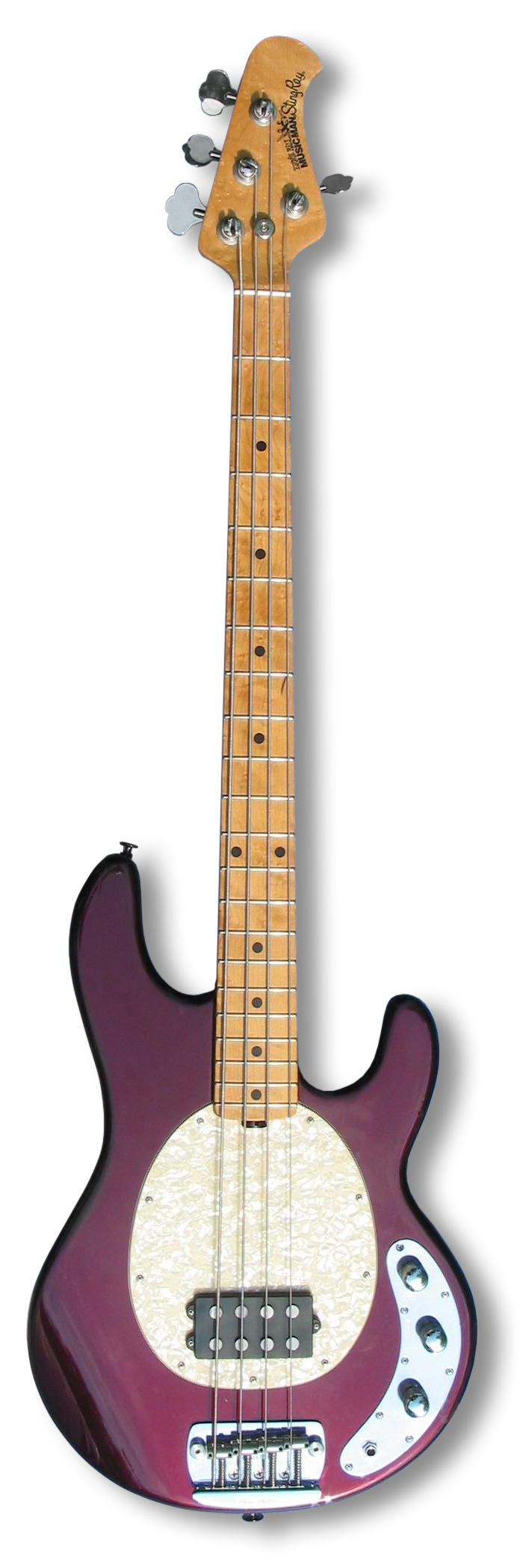
Music Man Stingray.

- El modelo Sabre, concebido originalmente por Leo Fender como una versión deluxe de su Stingray y presentado en 1978, añadía una pastilla extra, pero nunca gozó de la popularidad del Stingray y la producción fue abandonada en 1991

- El modelo Stingray 5 es la versión de cinco cuerdas del modelo clásico, lanzado en 1987.

- El modelo Sterling, diseñado en 1993, es al Stingray lo que el Jazz Bass al Precision Bass:[5] Más pequeño y ligero, más cómodo de tocar por su mástil de menor anchura y con una paleta de sonidos más amplia. El modelo básico comparte el resto de las características del Stingray, como son escala de 34 pulgadas y una sola pastilla phantom coil, a excepción de previo de serie, que en el caso del Sterling incluye tres bandas de ecualización el lugar de dos. El Sterling recibe su nombre del hijo de Ernie Ball, Sterling Ball, quien había trabajado ya para Leo Fender ayudando en el diseño de su Stingray y que hoy es el principal responsable de la empresa fundada por su padre.

- El modelo Silhouette 6 String Bass Guitar es una guitarra afinada una octava más grave de lo normal, siguiendo el ejemplo del Danelectro 6 String Bass Guitar o el Fender Bass VI.

- El modelo Bongo diseñado por los ingenieros de la BMW y presentado en el 2003, supuso una ruptura radical con la estética tradicional característica de los modelos de la compañía. Recientemente, Music Man / Ernie Ball ha anunciado el lanzamiento de una versión de seis cuerdas del modelo.

- La línea SUB fue lanzada paralelamente al Bongo para hacer frente a la fuerte caída de ventas que estaba experimentando la compañía en ese momento. Dirigido al sector medio, estos instrumentos de precios contenidos y fabricación norteamericana siguen las líneas de diseño del clásico Stingray, pero cuenta con menores opciones de acabado y materiales de calidad ligeramente inferiores. La producción de la línea fue abandonada en el año 2006.

## Valoración
Music Man tiene asegurado un puesto en la historia de la guitarra por haber sido la segunda de las tres compañías que fundó Leo Fender. Si bien es innegable que los instrumentos de la firma nunca podrán competir en popularidad con los fabricados por Gibson o Fender, también es cierto que Music Man ha sido capaz de mantener unos elevadísimos estándares de calidad en la construcción de sus instrumentos aún en los momentos más difíciles, lo que le ha proporcionado un prestigio y una estima entre los aficionados con pocos parangones entre la competencia. Music Man es responsable asimismo de un instrumento que, desde el mismo momento de su lanzamiento, ha sido una referencia ineludible, un verdadero clásico apreciado por entusiastas, coleccionistas y profesionales de todo el mundo. Por diseño, innovación, sonido e historia, el Stingray de Music Man se merece un puesto de honor en la historia del bajo eléctrico, por sus contribuciones al sonido del funk y su reconocible tono de slap, junto al Fender Precision Bass y al Fender Jazz Bass. 